# Cantón de Perreux
El cantón de Perreux era una división administrativa francesa, que estaba situada en el departamento de Loira y la región de Ródano-Alpes.

## Composición
El cantón estaba formado por nueve comunas:
- Combre
- Commelle-Vernay
- Coutouvre
- Le Coteau
- Montagny
- Notre-Dame-de-Boisset
- Parigny
- Perreux
- Saint-Vincent-de-Boisset

## Supresión del cantón de Perreux
En aplicación del Decreto núm. 2014-260 de 26 de febrero de 2014, el cantón de Perreux fue suprimido el 22 de marzo de 2015 y sus 9 comunas pasaron a formar parte; seis del nuevo cantón de Le Coteau y tres del nuevo cantón de Charlieu.